# Selkäsaari (ö i Kajanaland, Kehys-Kainuu, lat 65,11, long 29,05)
Selkäsaari är en ö i Finland. Den ligger i sjön Kiantajärvi och i kommunen Suomussalmi i den ekonomiska regionen  Kehys-Kainuu  och landskapet Kajanaland, i den centrala delen av landet, 600 km norr om huvudstaden Helsingfors. Öns area är 0,9 hektar och dess största längd är 140 meter i sydöst-nordvästlig riktning.